# 西麓堂琴統

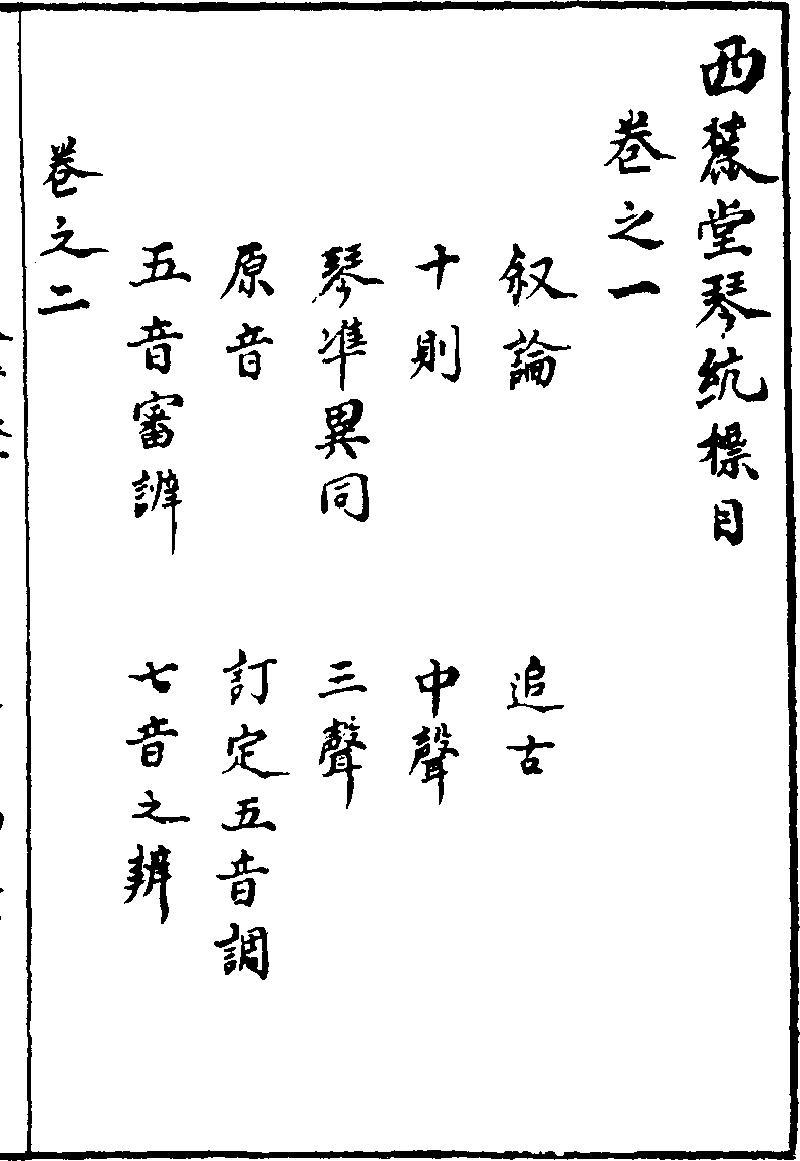
西麓堂琴統第一卷目錄

《西麓堂琴統》是明朝汪芝編寫的一部古琴譜。成書於嘉靖四年（1525年），共二十五卷，收錄了從宋朝到明朝的一百七十首古琴曲和一百多首外調琴曲，是明朝最完善的琴譜之一。汪芝自宅號西麓堂，而此書又在前五卷收錄了南宋徐理的《琴統》一書，故稱。
該書的二十五卷並非全是琴譜，其前五卷中除去《琴統》外，還錄有其他一些人的散文及古琴理論等。然第五卷字譜指法大多散佚。後二十卷除去宋元明的一百七十首琴曲外，還有一百多首外調琴曲，其中許多都很罕見。
2013年12月17日至18日，中国民族器乐学会、中国古琴学会及黄山市文化委员会舉辦了《西麓堂琴統》的打譜會。

## 研究成果
- 姚丙炎曾打譜其中的〈孤館遇神〉、〈秋宵步月〉、〈明君〉、〈忘憂〉、〈屈原問渡〉、〈扊扅歌〉等曲。[4]
- 成公亮曾打譜〈忘憂〉、〈鳳翔千仞〉、〈桃源春曉〉、〈明君〉、〈孤竹君〉等曲。[5]